# Evionnaz
Evionnaz (toponimo francese) è un comune svizzero di 1 234 abitanti del Canton Vallese, nel distretto di Saint-Maurice.

## Geografia fisica

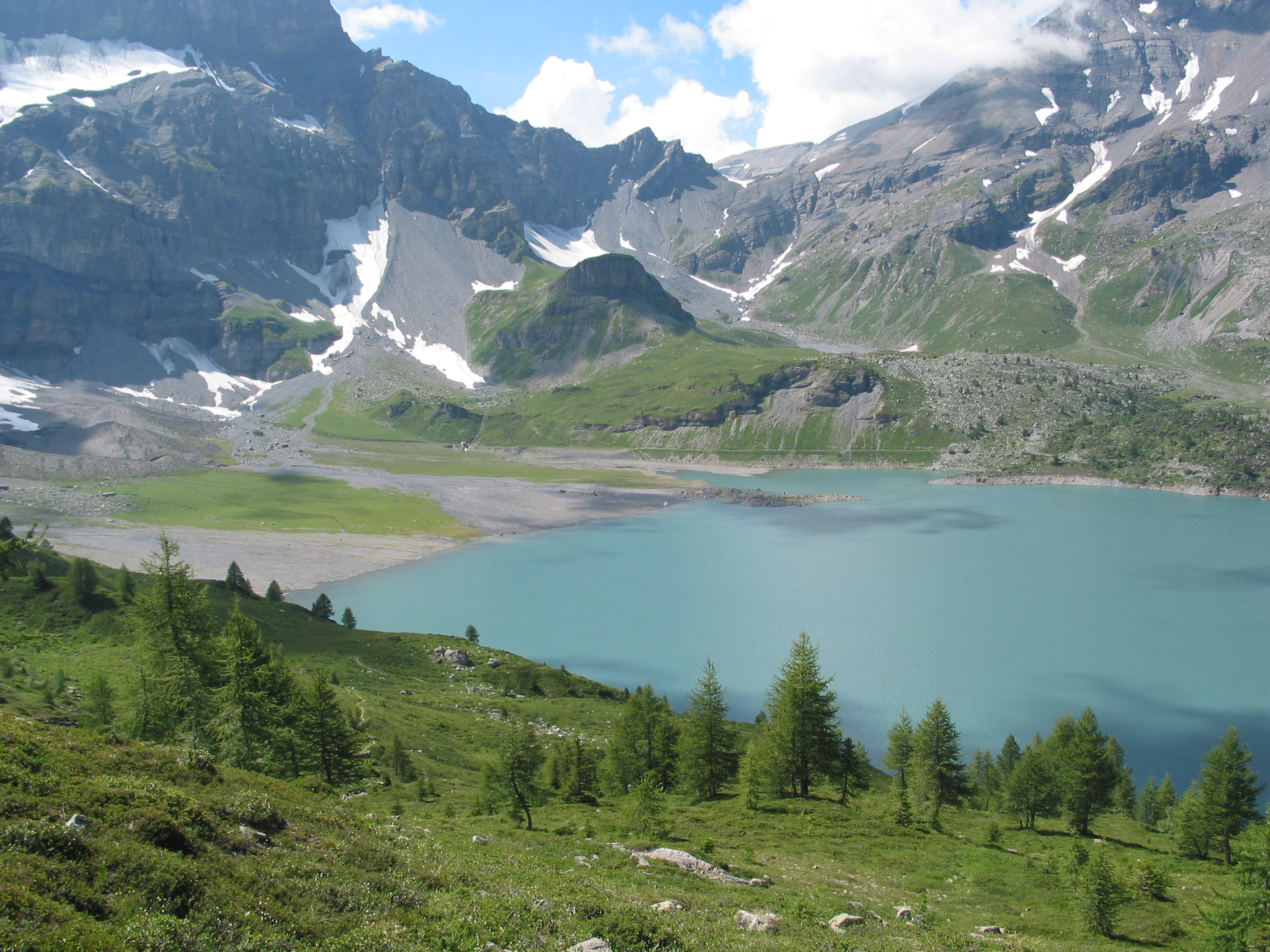
Il lago di Salanfe

Il territorio comunale comprende le dighe di Salanfe, che forma il lago di Salanfe, di Saint-Barthélemy B e di Saint-Barthélemy C.

## Storia
Il comune di Evionnaz è stato istituito nel 1822 per scorporo da quello di Saint-Maurice.

## Monumenti e luoghi d'interesse
- Cappella di San Bernardo di Mentone, eretta nel 1636 e ricostruita nel 1846[1];
- Cappella di San Bartolomeo in località La Rasse, eretta nel XVII secolo[1].

## Società

### Evoluzione demografica
L'evoluzione demografica è riportata nella seguente tabella:
Abitanti censiti

## Infrastrutture e trasporti
Evionnaz è servito dall'omonima stazione, sulla ferrovia Losanna-Briga.

## Amministrazione
Ogni famiglia originaria del luogo fa parte del cosiddetto comune patriziale e ha la responsabilità della manutenzione di ogni bene ricadente all'interno dei confini del comune.